# پرسی اشتون (بازیکن فوتبال)
پرسی اشتون (انگلیسی: Percy Ashton; ۲۸ مارس ۱۹۰۹ – ۱۹۸۵ (۷۵−۷۶ سال)) بازیکن فوتبال اهل انگلستان بود.
از باشگاه‌هایی که در آن بازی کرده‌است می‌توان به باشگاه فوتبال ناتینگهام فارست اشاره کرد.